# 李场镇
李场镇，是中华人民共和国四川省宜宾市叙州区曾经下辖的一个镇。2019年8月，撤销李场镇、古柏镇和隆兴乡，设立樟海镇，以原李场镇、原古柏镇和原隆兴乡所属行政区域为樟海镇的行政区域。

## 行政区划
李场镇撤銷前下辖以下地区：
李场社区、大塔社区、瓦房村、金马村、石坝村、斑竹村、爱国村、中咀村、小塔村、大塔滩村、画眉村、大塔村、太平村、金家村、马咀村、竹林村、龙川村、富强村、金盆村、钟河村、红中村、祥湾村、全意村、塘坳村、仁兴村和胜利社区村。